# Luigi Bellotti Bon
Luigi Bellotti Bon (Udine, 17 aprile 1820 – Milano, 31 gennaio 1883) è stato un attore teatrale, patriota e capocomico italiano.

## Biografia

### Gli inizi
Attore teatrale di grande fama nell'Ottocento, era figlio degli attori Luigia Ristori (1795-1845) - zia di Adelaide Ristori - e di Luigi Bellotti (1760-1819) che era anche autore teatrale. Rimasta prematuramente vedova, la madre si sposò con Francesco Augusto Bon (1788-1858) che adottò il piccolo Luigi al quale consentì di utilizzare anche il proprio cognome. Forte dell'esperienza che gli veniva dalla sua condizione di figlio d'Arte debuttò come amoroso a diciassett'anni nella Compagnia Tassani e passò, subito dopo, nella Compagnia di Gustavo Modena. Dal 1846 fu nella Compagnia di Giacinto Battaglia.
Fortemente impegnato, come molti altri attori, nelle vicende politiche dell'Italia di allora, fu, nel 1848, volontario tra gli studenti padovani e combatté a Montebello Vicentino col grado di capitano. Lavorò successivamente con Alamanno Morelli e riprese a lavorare nella Compagnia del patrigno Francesco Augusto Bon fino al 1853.
Un anno dopo entrò a far parte della prestigiosa Compagnia Reale Sarda nel ruolo di brillante e recitò accanto alla cugina Adelaide Ristori e al grande Ernesto Rossi. Proprio in quell'anno, il Parlamento piemontese decise di togliere alla gloriosa formazione, che andava sempre più consolidandosi come Teatro Stabile, la sovvenzione pubblica, tanto che la stessa fu sciolta e con gli altri attori, riuniti attorno alla Ristori, fu costretto ad andare all'estero: fu a Parigi, in Belgio, a Dresda e a Berlino.

### Capocomico
In quegli anni andava affermandosi all'estero la qualità artistica degli attori italiani, ma la loro bravura non era però degnamente sostenuta da una solida drammaturgia nazionale. Fu allora che Bellotti Bon pensò d'attuare, avvalendosi delle ricche esperienze fatte con Giacinto Battaglia e con la Reale Sarda, un progetto culturale con l'obiettivo di rinnovare il repertorio e il programma artistico, tanto che, senza il suo contributo, probabilmente molti autori drammatici di allora sarebbero rimasti degli illustri sconosciuti.
Era un progetto ambizioso che non trovava riscontri, e soprattutto era un progetto rischioso in un paese che non riconosceva all'attività teatrale una funzione sociale. Infatti, l'attività teatrale era stata parificata all'attività commerciale.
Luigi Bellotti Bon si rivolse all'aiuto dei privati. Il suo progetto prevedeva, infatti, l'acquisto di un certo numero di opere drammatiche. Trovò in Pasquale Revoltella, banchiere triestino amante del Teatro e degli attori italiani, il suo finanziatore.
Bellotti Bon riuscì a formare nel 1859, due anni prima dell'Unità d'Italia, una grande Compagnia chiamandone a far parte i migliori attori. Il programma della Compagnia Bellotti Bon fu quello d'un repertorio d'autori italiani rinnovabile d'anno in anno e sostenuto da allestimenti curati e di grande valenza professionale.
Seppe destare attorno alla sua idea l'interesse degli autori di allora: da Paolo Ferrari a Ludovico Muratori, da Giuseppe Giacosa ad Achille Torelli. Cercava in tutti i modi di far produrre nuove opere, e in cinque anni, dal 1860 al 1865, ne acquistò ben settantotto. I drammaturghi di allora fecero a gara per essere rappresentati dalla Compagnia Bellotti Bon che garantiva, per qualità artistica e per l'alto livello degli allestimenti, un sicuro successo.
Per la sua opera e per il suo ingegno, il decennio 1860-1870 fu per il Teatro di prosa italiano un periodo di grande prosperità. Con lui vi recitarono Amalia Fumagalli, Giacinta Pezzana, Annetta Campi, Ermete Novelli, Costanza e Francesco Ciotti, Gaspare Lavaggi, Enrico Belli-Blanes, Italia Vitaliani, Antonio Bozzo, Giovanni Emanuel, Francesco Artale, Enrico Reinach, Claudio Leigheb.
Sembravano promettere bene, per il Teatro italiano, quei primi dieci anni di Unità e con la sua compagnia inaugurò a Milano il Teatro della Commedia - futuro Teatro Manzoni - il 3 dicembre 1872.

### L'apice e l'inizio della fine
Nel 1873 Bellotti Bon ebbe l'idea di sciogliere la Compagnia che gli aveva dato così grandi successi artistici e soprattutto finanziari e, convinto di fare bene, al suo posto ne formò tre.
All'epoca, le Compagnie teatrali fondavano la loro attività soprattutto su tre pilastri portanti: il repertorio, la quantità del repertorio stesso, sul giro teatrale. Ciò consentiva all'Impresario di potersi fermare a lungo nelle grandi città, avendo la possibilità di cambiare commedia da una sera all'altra o addirittura nella stessa giornata. Gli attori erano legati al loro ruolo e avevano, anche perché sostenuti dall'indispensabile suggeritore, una grande facilità di passare da un'opera all'altra. Ciò rendeva utile e necessario un rapporto di lavoro lungo e stabile per un adeguato affiatamento fra gli attori e quindi un minor numero di prove. Gli attori erano vincolati con patti triennali e, uso ancora in pratica fino alla metà del Novecento, erano talvolta assunti in coppia - moglie e marito - appunto per garantire una maggiore stabilità contrattuale all'interno della Compagnia.
La compagnia teatrale ottocentesca era una vera e propria impresa gestita da un capocomico che spesso era contemporaneamente il primo attore e il direttore. Era lui-lei che amministrava le paghe, decideva il repertorio; godeva del favore del pubblico per la sua bravura, ma su questo ruolo gravavano anche le responsabilità amministrative ed economiche. L’anno comico cominciava il primo giorno di Quaresima e terminava l’ultimo giorno di Carnevale, poi dal mercoledì delle Ceneri si ricominciava. 
La pretesa di Bellotti Bon di rappresentare un numero molto alto di novità, fu, per un certo verso una forzatura. Se il progetto poteva andar bene per una sola e unica Compagnia, non poteva andare più bene per tre Compagnie. Tra l'altro, anche un numero così alto di Compagnie, dirette da un unico Capocomico, rappresentava, per il Teatro di allora, una novità.
Cominciarono a mancargli o a non bastargli le novità degli autori italiani, tanto che fu costretto a procurarsi i testi all'estero e soprattutto in Francia, pagandoli a prezzi esorbitanti.

### Il tracollo ed il suicidio
Inconsapevolmente Bellotti Bon dette inizio a una cattiva abitudine. L'importazione di opere straniere divenne in poco tempo una moda per il Teatro italiano, pregiudicandone in parte il rinnovamento drammaturgico. S'aprì infatti un dibattito che si fece particolarmente sentire nei Congressi Drammatici Nazionali dove si formularono le istanze degli autori e degli attori che rivendicavano una legislazione appropriata.
Non sempre le opere straniere rendevano quanto erano costate e ciò provocò a Bellotti Bon una grave crisi economica.
Varie furono le cause che portarono il Capocomico alla rovina e la prima fu senza dubbio la scarsezza di opere italiane che lo costrinse a rivolgersi all'estero.
A sua volta, il caro costo dei testi stranieri pesò notevolmente sulla stessa struttura artistica delle Compagnie: accanto a due o tre valentissimi attori, il nostro Capocomico scritturava elementi che non erano all'altezza dei ruoli ricoperti, e ciò andava a scapito dell'omogeneità delle formazioni. In più le tre Compagnie cominciarono a farsi tra loro concorrenza, presentando un repertorio uniforme, con esecuzioni spesso affrettate e poco curate.
Tutto ciò disorientò il pubblico che iniziò a disertare i Teatri dove venivano ospitate le Compagnie di Bellotti Bon.
Il colpo di grazia per il grande Capocomico, attore e autore, venne dall'autorità tributaria.
Nel 1875 iniziò un contenzioso fiscale che gli stava imponendo un eccessivo peso di imposte sul reddito delle tre aziende.
Facendosi la situazione sempre più insostenibile, cominciò a ridurre il numero delle Compagnie fino a una sola, ma nemmeno questa misura valse a ridurre un deficit che aveva raggiunto le quarantamila lire. Astronomica cifra per quei tempi.
Non riuscendo ad ottenere da un istituto bancario un prestito di sedicimila lire per far fronte a debiti improrogabili, e a seguito dell'insuccesso di Nanà - la versione teatrale del romanzo di Émile Zola realizzata da William Busnach - allestita il 3 novembre 1882 al Teatro Gerbino di Torino, Luigi Bellotti-Bon si uccise a Milano con un colpo di rivoltella il 31 gennaio 1883.
Poche ore dopo la sua morte giungeva al suo indirizzo una lettera di un noto banchiere che, avendo saputo delle difficoltà finanziarie del grande uomo di Teatro, gli garantiva il suo personale appoggio finanziario.
Luigi Bellotti Bon era il fratellastro dell'attrice Laura Bon e il nonno del giornalista, sceneggiatore e drammaturgo Mario Carlo Corsi.